# Fulnek

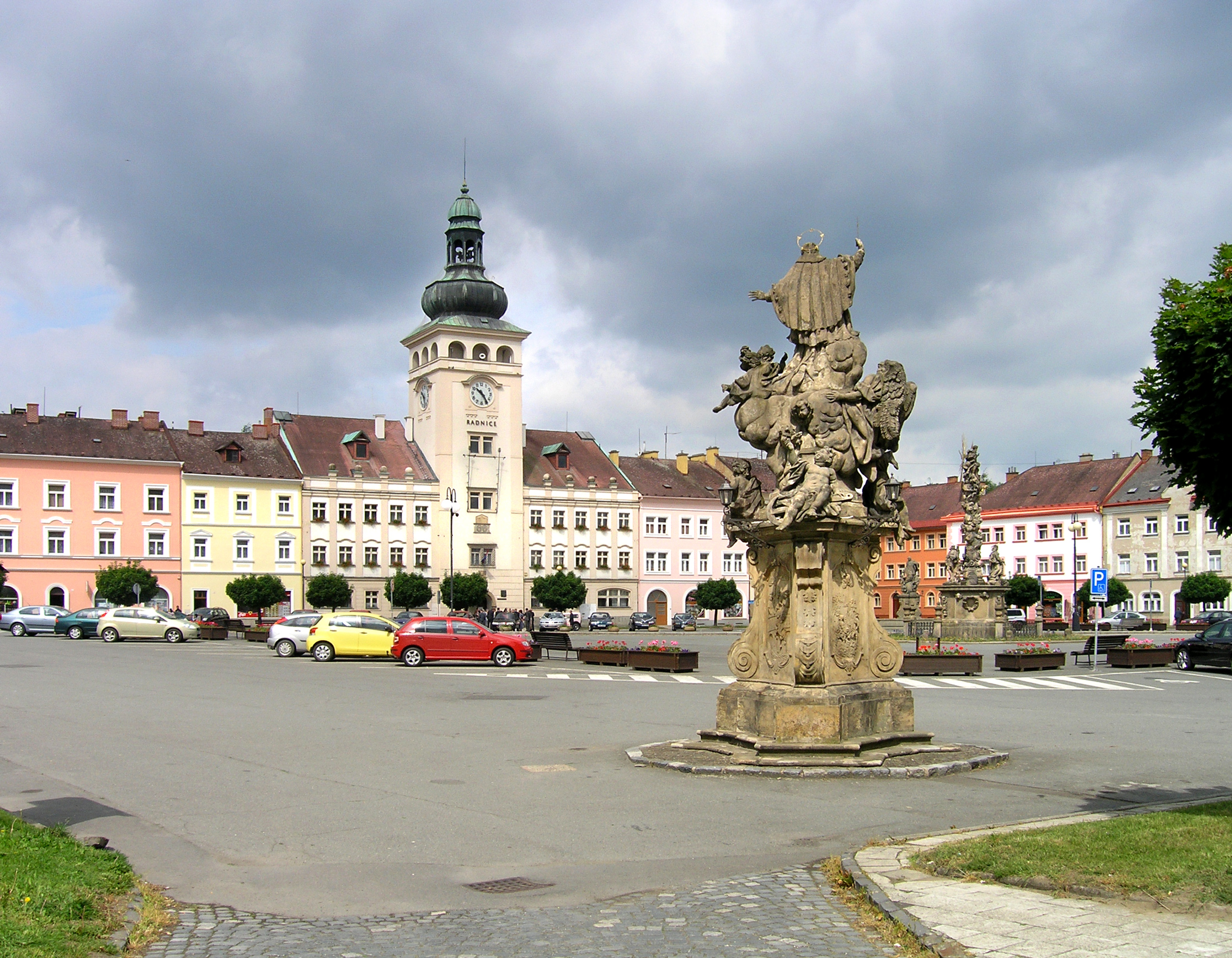
Komenskýplatz

Fulnek ist eine Stadt mit etwa 6000 Einwohnern im Okres Nový Jičín in Tschechien.

## Geographie
Die Stadt liegt 30 Kilometer südlich von Opava (Troppau) in Mähren an der Grenze zu Schlesien in 258 m n.m. im Tal des Husí potok (Gansbach) an der Einmündung des Gručovka (Lucker Bach) östlich der Oderberge im Kuhländchen. Die Katasterfläche beträgt 6800 ha.
Nachbarorte sind Vrchy (Waltersdorf) und Lukavec (Luck) im Norden, Děrné (Tyrn), Kostelec (Hochkirch) und Kujavy im Osten, Stachovice (Stachenwald) und Jestřabí (Jastersdorf) im Süden sowie Jerlochovice (Gerlsdorf), Tošovice (Taschendorf) und Vlkovice (Wolfsdorf) im Westen. Südlich der Stadt bei Stachovice verläuft die Autobahn Dálnice 1.

## Geschichte
Fulnek ist eine Gründung der Herren von Lichtenburg, denen Ottokar II. Přemysl das zum Herzogtum Troppau gehörige Land verliehen hatte. Die erste schriftliche Nachricht von Fulnek stammt von 1293. Das Zentrum des Ortes bildete ein quadratischer Marktplatz, der mit 95 m Seitenlänge ungewöhnlich groß angelegt wurde. Im Jahre 1316 überließ König Johann von Luxemburg die Gegend um Fulnek, Bílovec und Klimkovice an Wok I. von Krawarn. Im Laufe der Jahrhunderte wechselten mehrfach die Besitzer, zu denen die Adelsgeschlechter von Krawarn, Kostka von Postupice, Podiebrad, Žerotín und Skrbenský von Hřistě gehörten.
Nachdem der Troppauer Herzog Viktorin die Herrschaft Fulnek 1475 an Johann von Zierotin verkauft hatte, ließ sie dieser 1480 in der mährischen Landtafel in Olmütz einlegen. Nachdem gleiches auch mit der Herrschaft Odra erfolgen sollte, brach zwischen den Troppauer und den mährischen Ständen ein Grenzstreit aus. Am 28. Oktober 1481 verglich sich Herzog Viktorin mit den Vertretern der mährischen Stände, Bischof Protasius und Landeshauptmann Ctibor von Cimburg darüber, dass die Oder die Grenze zwischen dem Herzogtum Troppau und dem Markgraftum Mähren bilden sollte und die Herrschaften Fulnek und Odra damit beim Herzogtum Troppau verbleiben sollten. Die vorgesehene endgültige Entscheidung erfolgte jedoch nicht. Zur Beilegung des weiter anhaltenden Streites wurde 1493 eine neue Grenzziehung zwischen Mähren und Schlesien vorgenommen, bei der die Herrschaft Fulnek endgültig dem Markgraftum Mähren zugeschlagen und die Dörfer Petersdorf und Wolfsdorf (Vlkovice) geteilt wurden.
Die Stadt entwickelte sich zu einem Zentrum der Böhmischen Brüder, deren letzter Bischof Johann Amos Comenius von 1618 bis 1621 in der Stadt lebte. 1619 schrieb Comenius in Fulnek seine Kritik der sozialen Ungerechtigkeit Listové do nebe (Briefe an den Himmel) und vollendete hier seine Arbeiten an der Karte von Mähren, die 1627 in Amsterdam erschien.
Wegen der Beteiligung von Georg Skrbenský von Hřistě am Ständeaufstand von 1618 wurden dessen Herrschaften Fulnek und Drewohostitz nach der Schlacht am Weißen Berg konfisziert. Kaiser Ferdinand II. verkaufte die Herrschaft Fulnek am 2. Oktober 1622 für 50.000 Rheinische Gulden an Wenzel von Würben auf Freudenthal auf Hultschin.
In Fulnek bestand seit dem 15. Jahrhundert ein Kloster der Augustiner und 1688 errichtete der Kapuzinerorden ein weiteres Kloster. Im 18. Jahrhundert erfuhr die Stadt eine barocke Umgestaltung. Im Zuge der josephinischen Reformen wurde 1784 das Augustinerkloster aufgelöst.
1788 erwarb Karl Anton Czeike Freiherr von Badenfeld Fulnek. Die Badenfelder verkauften ihren Besitz 1842 an Christian Friedrich von Stockmar, der ihn 1855 an Prinz Philipp von Flandern weiter veräußerte. 1835 hatte Fulnek (mit Ober- und Untervorstadt) etwa 3500, zu ca. 96 % deutschsprachige Einwohner.
Um 1870 entstand das Projekt einer Eisenbahn von Troppau über Fulnek bis nach Trentschin, das im Juni 1873 durch die Mährisch-Schlesische Centralbahn in Angriff genommen wurde. Infolge des Wiener Börsenkrachs erfolgte im Jänner 1874 die Einstellung der Arbeiten an der Strecke. Nach dem Ersten Weltkrieg kam Fulnek durch Beschluss des Versailler Vertrags trotz der mehrheitlich deutschen Bevölkerung zur neugegründeten Tschechoslowakei. Deutsch wurde als Schul- und Amtssprache unterbunden, was die Bevölkerung als Diskriminierung empfand. Das entwickelte den Nährboden zu einer Hochburg der radikalen Deutschen Nationalsozialistischen Arbeiterpartei, die bei den Parlamentswahlen 1920 allerdings nur 5,5 % der Stimmen erhielt.
Im Zuge einer Bodenreform konfiszierte die junge tschechoslowakische Regierung am 24. Mai 1922 den Großgrundbesitz der belgischen Prinzessinnen Josephine und Henriette; lediglich das Schloss verblieb in ihrem Besitz. Nach dem Münchner Abkommen wurde der Ort dem Deutschen Reich zugeschlagen und gehörte bis 1945 zum Landkreis Neu Titschein, Regierungsbezirk Troppau, im Reichsgau Sudetenland.
Die mehrheitlich deutschstämmige Bevölkerung floh vor der vorrückenden Roten Armee, oder wurde 1945/1946, sofern sie nicht vorher geflohen war, vertrieben. Zum Ende des Zweiten Weltkrieges zerstörte im Mai 1945 noch ein Großbrand weite Teile der historischen Innenstadt. Ab 1948 erfolgte nach Plänen von Zdeněk Sedláček ein teilweiser Wiederaufbau. Besitz und Kultur der deutschsprachigen Bewohner ging verloren und Tschechen aus der Hanna und Walachei sowie Slowaken wurden angesiedelt.
Demographie
| Jahr | Einwohner | Anmerkungen        |
| ---- | --------- | ------------------ |
| 1900 | 3.492     | deutsche Einwohner |
| 1930 | 3.532     | [ 4 ]              |
| 1939 | 3.308     | [ 4 ]              |

## Sehenswürdigkeiten
- Comenius-Platz mit
  - Rathaus mit Turm, erbaut 1610

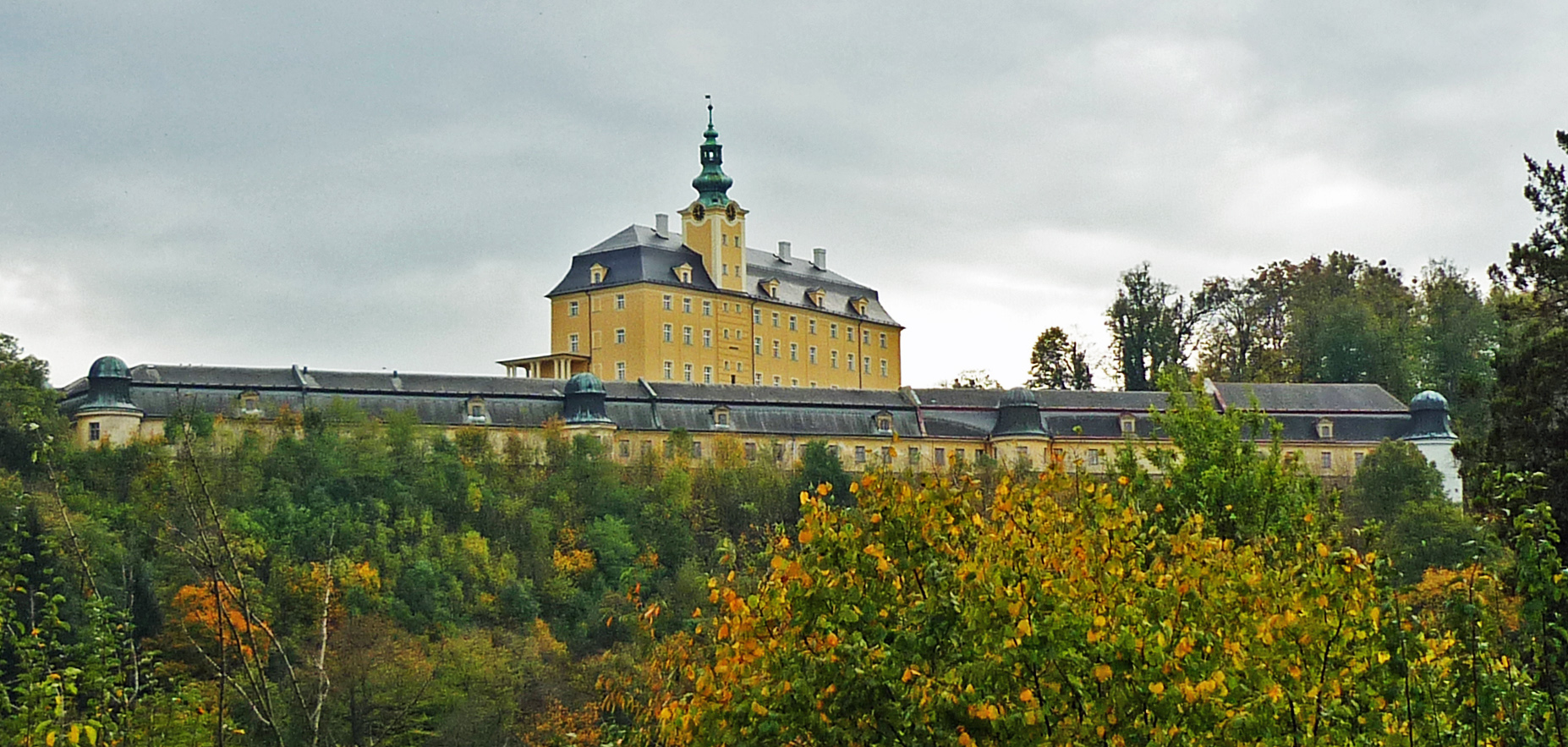
Oberes und Unteres Schloss Fulnek

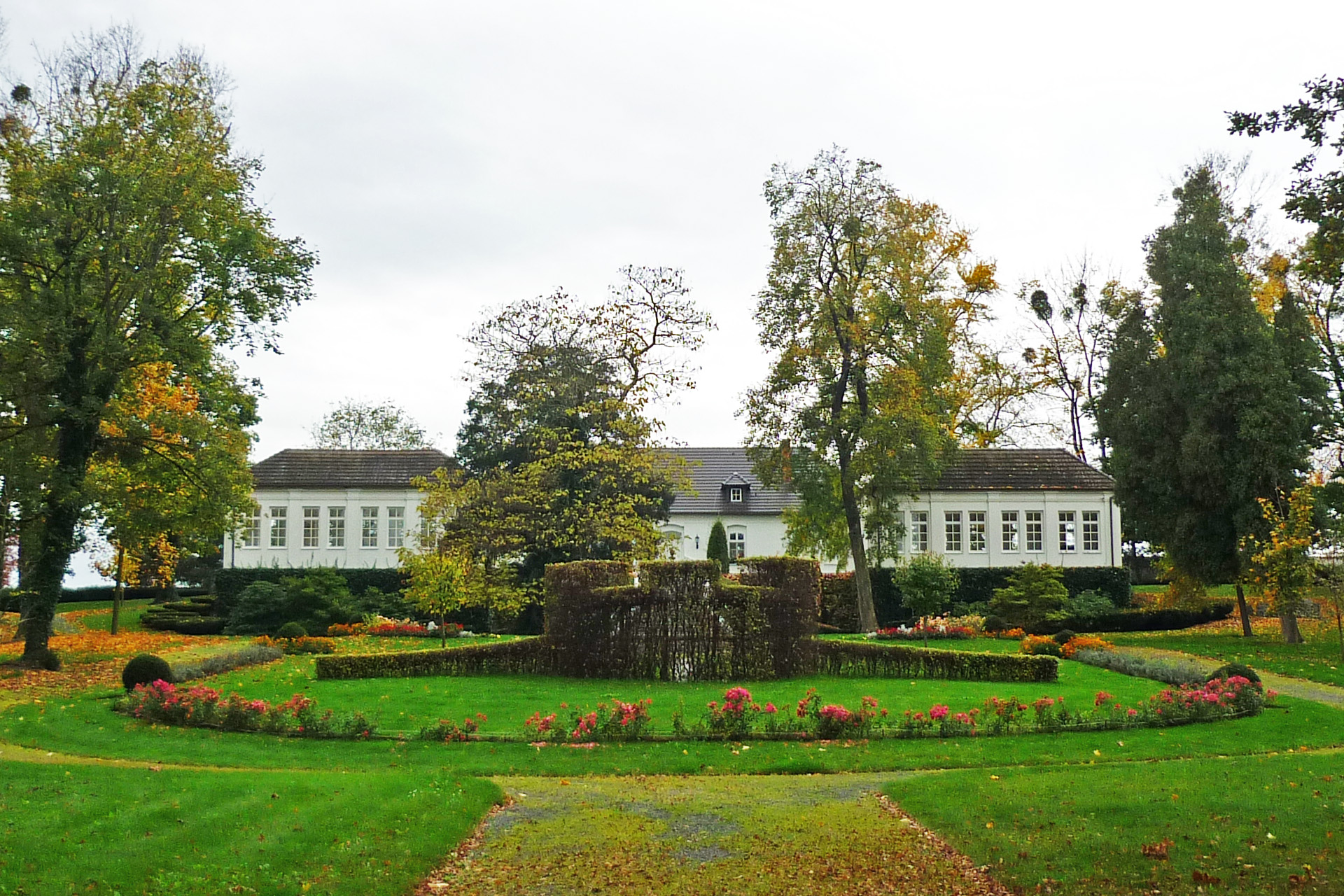
Palais im Schlosspark oberhalb von Schloss Fulnek

  - Dreifaltigkeitssäule (Pestsäule), 1718
  - Sarkanderbrunen, 1749 von Johann Georg Heintze
  - Nepomukdenkmal, 1769
- Kirche der Hl. Dreifaltigkeit, 1750–1760
- Barocktreppe zur Dreifaltigkeitskirche
- Ehemaliges Augustinerkloster neben der Dreifaltigkeitskirche
- Glockenturm (Schwarzer Turm) und Dekanatsgebäude
- Knurrhaus, 1700
- J. A. Comenius-Gedenkstätte mit Kirche der Böhmischen Brüder und Comeniusdenkmal
- Ehemaliges Kapuzinerkloster mit Kirche St. Josef, 1668–1683
- Kapelle St. Rochus und St. Sebastian (Pestheilige) auf dem ehemaligen Friedhof
- Villa Loreto (jetzt Haus der Kinder)
- Oberes und Unteres Schloss

## Gemeindegliederung
Die Gemeinde Fulnek besteht aus den Ortsteilen:
- Děrné (Tyrn)
- Dolejší Kunčice (Kunzendorf)
- Fulnek
- Jerlochovice (Gerlsdorf)
- Jestřabí (Jastersdorf)
- Jílovec (Eilowitz)
- Kostelec (Hochkirchen)
- Lukavec (Luck)
- Požaha (Poschaha, auch Waldheim)
- Pohořílky (Schimmelsdorf)
- Stachovice (Stachenwald)
- Vlkovice (Wolfsdorf bei Fulnek), bestehend aus Moravské Vlkovice (Mährisch Wolfsdorf) und Slezské Vlkovice (Schlesisch Wolfsdorf)

## Söhne und Töchter der Stadt
- Johann Joseph Thalherr (~1730–1807), Architekt
- Johann Leopold von Hay (1735–1794), Bischof von Königgrätz
- Ernst von Schwarzer (1808–1860), Schriftsteller und Verleger
- Leopold Ritter von Dittel (1815–1898), österreichischer Urologe
- Johann Loserth (1846–1936), mährisch-österreichischer Historiker
- August Gödrich (1859–1942), deutscher Radsportler
- Franz Ballner (1870–1963), österreichischer Arzt und Armee-Hygieniker
- Vinzenz Karl Schindler (1878–1932), österreichischer Historiker und Archivar
- Arthur Grünberger (1882–1935), österreichischer Architekt
- Ernst Müller (1893–1976), deutscher SS-Führer
- Gustav Stratil-Sauer (1894–1975), deutscher Geograph
- Franz Konwitschny (1901–1962), deutscher Dirigent
- Fred Schnaubelt (1910–2004), deutscher Komponist